# Calocheirus canariensis
Espèce
Synonymes
- Apolpiolum canariense Beier, 1970

Calocheirus canariensis est une espèce de pseudoscorpions de la famille des Hesperolpiidae.

## Distribution
Cette espèce est endémique des îles Canaries en Espagne.

## Description
Le mâle holotype mesure 1,7 mm et les femelles de 2 à 2,3 mm.

## Systématique et taxinomie
Cette espèce a été décrite sous le protonyme Apolpiolum canariense par Beier en 1970. Elle est placée dans le genre Calocheirus par Mahnert en 1986.

## Étymologie
Son nom d'espèce, composé de canari[as] et du suffixe latin -ensis, « qui vit dans, qui habite », lui a été donné en référence au lieu de sa découverte, les îles Canaries.

## Publication originale
- Beier, 1970 : Ergänzungen zur Pseudoskorpionidenfauna der Kanaren. Annalen des Naturhistorischen Museums in Wien, vol. 74, p. 45-49 (texte intégral).